# Keely Cashman
 Keely Cashman, née le 4 avril 1999 à Sonora, est une  skieuse alpine américaine.

## Biographie
En 2016, aux Jeux olympiques de la jeunesse à Lillehammer, elle prend la 10e place du super G.
En 2018, elle termine à la 8e place du classement général de la Coupe nord-américaine.
En 2019, aux Championnats du monde juniors, elle prend la 5e place du super G et la 4e place du super G. La même année elle termine à la 3e place du classement général de la Coupe nord-américaine, avec notamment une 2e place au classement de la descente. Elle devient Championne des Etats-unis de slalom géant à Waterville Valley.
En 2020 à Narvik elle prend la 3e place du combiné des championnats du monde juniors et à nouveau la 5e place du super G. Elle remporte aussi brillamment le classement général de la Coupe nord-américaine, en remportant le classement de la descente et en terminant 2e du combiné et 3e du super G et du géant. Elle devient 3 fois vice-championne des Etats-unis en slalom, géant et super G à Copper Mountain.
En décembre 2020 elle obtient son premier top-10 en Coupe du monde en prenant la 10e place du super G de Val-d'Isère. Début janvier 2021 elle se blesse à l’entraînement et met un terme à sa saison.
En février 2022, elle dispute ses premiers Jeux olympiques, à Pékin. Elle y prend la 17e place de la descente.
En mars 2023, elle monte sur son premier podium de coupe d'Europe en se classant 2e de la descente de Kvitfjell. En avril elle est vice-championne des Etats-unis de super G à Sun Valley.
En janvier 2025, elle obtient un second top-10 en coupe du monde en prenant une belle 6e place dans le super G de Garmisch-Partenkirchen. En février, elle dispute ses premiers championnats du monde à Saalbach. Elle s'y classe 24e du super G. Fin mars elle est à nouveau vice-championne des États-unis de super G.

## Palmarès

### Jeux olympiques
| Épreuve / Édition | Descente | Super G   | Combiné |
| JO 2022 Pékin     | 17e      | Abandon\| |         |

### Championnats du monde
| Édition / Epreuve      | Super G |
| Mondiaux 2025 Saalbach | 24e     |

### Coupe du monde
- Meilleur classement général : 69e en 2025 avec  65 points.
- Meilleur classement de descente : 32e en 2021 avec 29 points.
- Meilleur classement de super G : 28e en 2025 avec 62 points.

- Meilleur résultat sur une épreuve de coupe du monde de super G : 6e à Garmisch-Partenkirchen le 26 janvier 2025.
- Meilleur résultat sur une épreuve de coupe du monde de descente : 16e à Val-d'Isère le 19 décembre 2020

#### Classements
| Saison / Épreuve | Saison / Épreuve | Général | Général | Descente | Descente | Super G | Super G | Géant  | Géant  | Slalom | Slalom | Combiné | Combiné |
| ---------------- | ---------------- | ------- | ------- | -------- | -------- | ------- | ------- | ------ | ------ | ------ | ------ | ------- | ------- |
| Saison / Épreuve | Saison / Épreuve | Class.  | Points  | Class.   | Points   | Class.  | Points  | Class. | Points | Class. | Points | Class.  | Points  |
| 2021             | 2021             | 70e     | 55      | 32e      | 29       | 35e     | 26      | -      | -      | -      | -      | -       | -       |
| 2022             | 2022             | 108e    | 17      | 47e      | 3        | 47e     | 14      | -      | -      | -      | -      | -       | -       |
| 2023             | 2023             | 112e    | 6       | 44e      | 6        | -       | -       | -      | -      | -      | -      | -       | -       |
| 2024             | 2024             | 104e    | 19      | 40e      | 12       | 51e     | 7       | -      | -      | -      | -      | -       | -       |
| 2025             | 2025             | 69e     | 65      | 43e      | 3        | 28e     | 62      | -      | -      | -      | -      | -       | -       |

### Championnats du monde juniors
| Épreuve / Édition          | Descente | Super G | Slalom géant | Slalom | Combiné | Team event |
| Mondiaux 2019 Val di Fassa | 11e      | 5e      | 28e          | 23e    | 4e      | -          |
| Mondiaux 2020 Narvik       | 8e       | 5e      | 14e          | annulé | Bronze  | annulée    |

### Jeux olympiques de la jeunesse
| Épreuve / Édition    | Slalom | Super G | Slalom géant | Combiné | Team event |
| JOJ 2016 Lillehammer | 13e    | 10e     | 14e          | Abandon | 9e         |

### Coupe nord-américaine
20 podiums dont 5 victoires

#### Classements
| Saison / Épreuve | Saison / Épreuve | Général | Général | Descente | Descente | Super G | Super G | Slalom géant | Slalom géant | Slalom | Slalom | Combiné | Combiné |
| ---------------- | ---------------- | ------- | ------- | -------- | -------- | ------- | ------- | ------------ | ------------ | ------ | ------ | ------- | ------- |
| Saison / Épreuve | Saison / Épreuve | Class.  | Points  | Class.   | Points   | Class.  | Points  | Class.       | Points       | Class. | Points | Class.  | Points  |
| 2018             | 2018             | 8e      | 607     | 12e      | 51       | 7e      | 177     | 14e          | 134          | 13e    | 131    | 5e      | 114     |
| 2019             | 2019             | 3e      | 1217    | 2e       | 270      | 4e      | 236     | 4e           | 378          | 8e     | 273    | 6e      | 60      |
| 2020             | 2020             | 1re     | 1150    | 1re      | 180      | 3e      | 210     | 3e           | 241          | 4e     | 359    | 2e      | 160     |

### Championnats des États-Unis
- Championne des États-Unis de slalom géant en 2019